# Geoffrey Kipkorir Kirui
Geoffrey Kipkorir Kirui (16 de febrero de 1993, Kenia) es un atleta keniano, especialista en la prueba de maratón gracias a la cual llegó a ser campeón mundial en 2017.

## Carrera deportiva
En el Mundial de Londres 2017 gana la medalla de oro en la maratón, por delante del etíope Tamirat Tola (plata) y el tanzano Alphonce Simbu.